# Protechinus
Protechinus is een geslacht van uitgestorven zee-egels uit de familie Arbaciidae.

## Soort
- Protechinus emiratescus (Ali, 1989) Maastrichtien, Boven-Krijt - Jebel Rawdah, Verenigde Arabische Emiraten.